# أبو بكر تفاوى باعليوه
كان السير أبو بكر تفاوى باعليوه، KBE PC (ديسمبر 1912 - 15 يناير 1966) سياسيًا نيجيريًا وكان أول رئيس وزراء لنيجيريا 1951-1960 ونيجيريا المستقلة 1960-1966 حتى اغتياله في ذلك العام.

## النشأة
ولد أبو بكر تفاوى باعليوه في ديسمبر 1912 في ولاية باوتشي المعاصرة، في محمية شمال نيجيريا. كان والد باعليوه، ياكوبو دان زالا، من عرقية غيري (غيراوا)، ووالدته فاطمة إينا من أصل غيري وفولاني. عمل والده في منزل رئيس منطقة لير، وهي منطقة داخل إمارة باوتشي.

## روابط خارجية
- أبو بكر تفاوى باعليوه على موقع الموسوعة البريطانية (الإنجليزية)
- أبو بكر تفاوى باعليوه على موقع مونزينجر (الألمانية)